# Карлутка
Карлу́тка (удм. Карлуд, рос. Карлутка) — річка в Удмуртії, Росія, права притока річки Позим.
Назва походить від удмуртських слів кар (місто) та луд (поле) і, ймовірно, походить від так званих «карлутських городищ» — двох фортець часів мазунинської культури IV–V століть.
Річка починається, протікає та закінчується повністю на території міста Іжевська. Бере початок на півночі міста, тече спочатку на південний захід, в середній течії повертає на південний схід. Впадає до Позимі в мікрорайоні Позим. Раніше русло річки було штучно направлене не до Позимі, а до річки Іж, при цьому нижня течія проходила паралельно Позимі і вони разом впадали до Іжа (ширина межиріччя становила 800 м). Але з часом було вирішено повернути її в старе річище.
До Карлутки виходять парк «Березова роща», санаторій «Металург», однак більша частина русла проходить поблизу жилих кварталів та промислових зон. Саме через це до річки часто скидаються неочищені стоки, через будівництво її русло змінюється. Через річку в межах міста збудовано 10 мостів, один з яких залізничний.